# 把棹曲
把棹曲（越南语：／），又称把棹嘲剧（／）、度灵嘲剧（／）、度灵号子（／）、侯灵号子（／），是越南中部沿海（平治天到平顺）居民具有鲜明仪礼特征的一种民间演唱艺术。 把棹曲的内容和寓意是祈求国泰民安、风和日丽、风平浪静、渔民丰收，体现了海边居民特殊的文化本色、渔民同心同德相亲相爱的精神和地区特征的方言土语。此外，它表达了渔民对翁鱼帮助渔民克服海上波浪和灾难的尊重和感激。同时，它也具有深刻的人文意义，就是用吟唱和划桨（握桨的动作和北方的嘲剧不同）来超度因意外、天灾、战乱死不瞑目的灵魂和冤魂到永生极乐之地。 把棹曲民间表演艺术被越南2013年9月9日正式认定为国家级非物质文化遗产。
中部沿海村落的长者解释，“把”是抓住，“棹”是桨。在大海中稳稳地握住桨是沿海居民的愿望。
把棹曲队通常会有12到18个棹手分成两边，其中有3个重要人物：
- 总前（／）是主唱，手拿梆子，穿着类似㗰劇演员；
- 总仓（／）是出海时负责船上后勤工作的人，衣着鲜艳，拿着鱼竿和水桶，棹手暂歇时常唱出滑稽诙谐的唱段；
- 总舵（／）站在最后一排中间，和棹手一样握着划船横梁。

歌队边唱边表演划船、拍水等动作。
廣南省成山縣的把棹曲既有崇拜仪式，也有表演艺术。目前成山县每个沿海社，都成立了把棹曲队为礼会服务。
把棹曲所用的乐器包括弹二、鼓、𥱲匏和笙。 